# Jászfényszaru
Jászfényszaru je mesto na Madžarskem, ki upravno spada pod podregijo Jászberényi Županije Jász-Nagykun-Szolnok.